# بيدير مين يوهانسن
بيدير مين يوهانسن (بالبوكمول: Peder Meen Johansen) هو لاعب كرة قدم نرويجي، ولد في 26 أغسطس 2003.

## وصلات خارجية
- بيدير مين يوهانسن على موقع اتحاد النرويج (النرويجية)